# メーメット・エキジ
メーメット・エキジ（Mehmet Ekici, 1990年3月25日 - ）は、ドイツ・ミュンヘン出身のトルコ代表サッカー選手。フェネルバフチェSK所属。ポジションはMF。トルコ系ドイツ人である。

## 経歴
1997年からバイエルン・ミュンヘンのユースチームに所属し、2008年にDFLスーパーカップでトップチームデビューを果たした。2010年1月にチームメートのダヴィド・アラバ、ディエゴ・コンテントと共にトップチームに昇格した。2月1日にプロ契約を結んだ。2010年7月、1.FCニュルンベルクにレンタル移籍した。ニュルンベルクでは同じくトルコ系のイルカイ・ギュンドアンとともに攻撃を牽引し、チームのリーグ戦6位に貢献した。バイエルン・ミュンヘンに復帰することはなかったが、その活躍が評価され2011年5月18日、ヴェルダー・ブレーメンに移籍した。9月11日、前年まで所属した1.FCニュルンベルク戦で移籍後初ゴールを挙げた。2014年8月18日、スュペル・リグのトラブゾンスポルに加入することが決まった。
2017年6月5日、フェネルバフチェSKに移籍した。

## 代表歴
ユース世代では生まれ故郷であるドイツ代表で出場していたが、2010年オランダ代表戦でトルコ代表デビューした。

## タイトル

### クラブ
バイエルン・ミュンヘン
- ブンデスリーガ ： 2009-2010
- DFBポカール ： 2010